# Conchita Martínez
Inmaculada Concepción "Conchita" Martínez Bernat (sinh ngày 16 tháng 4 năm 1972) là một cựu vận động viên quần vợt chuyên nghiệp người Tây Ban Nha. Cô là tay vợt Tây Ban Nha đầu tiên giành danh hiệu đơn nữ tại Wimbledon, với việc đánh bại Martina Navratilova trong trận chung kết năm 1994. Martínez cũng là á quân đơn nữ tại các giải Úc mở rộng 1998 và Pháp mở rộng 2000. Cô đạt thứ hạng cao nhất thế giới thứ 2 vào tháng 10 năm 1995 và kết thúc mùa giải trong Top 10 trong 9 năm. Martínez đã giành được 33 danh hiệu đơn và 13 danh hiệu đôi, và ba huy chương Olympic trong suốt 18 năm sự nghiệp của mình. Martínez được ghi danh vào Đại sảnh Danh vọng Quần vợt Quốc tế vào năm 2020.
Với tư cách từng 5 lần vô địch Fed Cup khi còn là vận động viên, Martínez là đội trưởng đội Fed Cup Tây Ban Nha từ năm 2013 đến năm 2017 và đội trưởng đội Davis Cup Tây Ban Nha từ năm 2015 đến năm 2017, dẫn dắt đội Davis Cup trở lại nhóm hàng đầu Thế giới dưới quyền đội trưởng của cô. Cô cũng từng là huấn luyện viên bán thời gian cho Garbiñe Muguruza, giúp cô giành chức vô địch Wimbledon 2017 và là huấn luyện viên toàn thời gian cho Karolína Plíšková qua các năm 2018 và 2019. Cô bắt đầu huấn luyện Muguruza toàn thời gian vào năm 2020.